# Ascensiunea lui Jupiter
Ascensiunea lui Jupiter este un film SF de acțiune de aventură din 2015 regizat de surorile Wachowski.